# Little Thetford
Pour les articles homonymes, voir Thetford (homonymie).
Little Thetford est un village et une paroisse civile du Cambridgeshire, en Angleterre.